# João Nepomuceno de Macedo, Barão de São Cosme
João Nepomuceno de Macedo (Chamusca, 15 de Maio de 1793 - Chão da Feira, Batalha, 28 de Agosto de 1837), primeiro barão de São Cosme, foi um militar português que participou nos principais conflitos que atingiram o País na primeira metade do século XIX, nomeadamente na Guerra Peninsular, na Guerra Civil e nos conflitos das primeiras décadas do Liberalismo. 
João Nepomuceno de Macedo nasceu na Chamusca em 1793, sendo filho de António Eliseu Raimundo de Macedo e de sua mulher, D. Teresa Faustina Challamar. Casou a 19 de Fevereiro de 1819 com D. Josefa Castanheda de Moura, filha de D. Romão Ximenes Castanheda e de D. Francisca de Moura. Deste matrimónio houve, entre outros filhos, João Nepomuceno de Macedo, nascido em 1825, que foi deputado nas legislaturas de 1861 a 1864. Uma filha deste, D. Josefa Henriqueta Girão de Macedo, herdou o título de seu avô, sendo a segunda baronesa de São Cosme, por decreto de 24 de Outubro de 1878.

## Carreira Militar
João Nepomuceno de Macedo seguiu a carreira das armas aos 16 anos, assentando praça em cavalaria 10 em 1809. A 31 de Agosto de 1813 já era tenente, tendo tomado parte na Guerra Peninsular.

### Campanha do Rio da Prata
Após a guerra, ofereceu-se para entrar na divisão de Voluntários do Príncipe, que se organizou em 1815 com destino a Montevideu, comandada por Carlos Frederico Lecor. Foi promovido a capitão para o primeiro corpo do cavalaria dessa expedição, e em Novembro do mesmo ano embarcou para o Rio de Janeiro. Desta cidade, seguiu para a Ilha de Santa Catarina, e dali por terra até Montevideu, fazendo parte da coluna da vanguarda que, sob o comando do general Sebastião Pinto de Araújo Correia, foi a primeira a entrar em combate com os insurgentes daquela província. No Combate da Índia Morta, a 19 de Novembro de 1816, estando gravemente ferido o primeiro comandante dos dois esquadrões que entraram na acção, e morto o major Duarte de Mesquita, recaiu o comando no capitão Macedo, que carregou o inimigo com grande bravura e intrepidez, merecendo por isso ser graduado no posto de major. Investido logo em seguida do comando dessa força de cavalaria, conservou-o até ao dia 1 de Dezembro de 1817, em que se desmembrou a coluna da vanguarda. Sendo a 22 de Janeiro de 1818 promovido a major efectivo, foi nomeado em Junho comandante do 1.° Regimento de Cavalaria da divisão portuguesa. Assistiu ainda, além de muitos outros combates, às acções de Passo do Coelho e de Passo de Areias. Deu as mais decididas provas de lealdade e bravura nas difíceis circunstâncias em que esteve, durante os anos de 1822 e 1823, na posição de Montevideu, entrando em todos os combates que se travaram contra as forças dissidentes do Brasil e sustentando com a maior intrepidez e estratégia a posição de Casavalle, que defendeu brilhantemente com uma coluna móvel, cuja direcção lhe foi entregue. 

### Guerra Civil
Regressando a Portugal, adere à causa liberal. É promovido a tenente-coronel em 15 de Agosto de 1826, mas em 1828 já se encontrava exilado em Inglaterra e depois em França, na sequência da subida ao trono de D. Miguel I. En Fevereiro de 1832, desde Belle-Isle (França) dirigiu-se à Ilha Terceira, nos Açores, que funcionava como refúgio e baluarte dos liberais, tomando parte no Desembarque do Mindelo.
Distinguiu-se nas Campanhas da Liberdade, devendo-se-lhe um dos mais arrojados feitos na luta travada na defesa do Porto. Na manhã de 29 de Setembro de 1832, os miguelistas deram um grande ataque à cidade, e uma das colunas vindas de Campanhã, não só se assenhoreou das cortaduras exteriores da Quinta do Prado, mas conseguiu até alcançar as paliçadas que os seus sapadores pretenderam derrubar. O combate continuou sempre com vantagem para as tropas de D. Miguel I, e os sitiantes, tomando uma barreira que estava colocada na Estrada de S. Cosme, penetraram segunda vez nas trincheiras, ganhando o princípio da Rua do Prado. O momento era extremamente crítico e o perigo enorme, quando João Nepomuceno de Macedo, então coronel graduado e comandante do corpo de guias, sem atender ao risco que corria e pensando unicamente em salvar a causa da Liberdade, carregou impetuosamente o inimigo à frente dos 25 homens que tinha consigo no Largo do Bonfim. Diante desse punhado de bravos, os miguelistas recuaram, os constitucionais recuperaram ânimo, e o Porto era salvo pelo heroísmo do destemido coronel. Haveria ainda de participar na Batalha da Asseiceira, a batalha decisiva da guerra, que culminou com a derrota das tropas miguelistas. 
João Nepomuceno de Macedo havia sido promovido a coronel em 6 de Agosto de 1932, subindo a brigadeiro em 2 de Julho de 1833. Na sequência dos seus feitos durante a guerra, foi agraciado com o título de Barão de São Cosme, por decreto real de 12 de Maio de 1835. Foi ainda condecorado com a Medalha da Guerra Peninsular, com a Estrela de Ouro da Campanha do Rio da Prata e com comendas da Ordem de Avis e da Ordem da Torre e Espada.

### Conflitos do Liberalismo
Após o fim da guerra, e na sequência da agitação dos primeiros anos do Liberalismo, João Nepomuceno de Macedo toma parte pelo Cartismo, participando em 1837 na Revolta dos Marechais, sublevação militar fracassada contra o Setembrismo encabeçada pelos marechais António José Severim de Noronha, duque da Terceira, e João Carlos Oliveira e Daun, duque de Saldanha. Este seria o seu último combate. João Nepomuceno de Macedo caiu mortalmente ferido no Combate do Chão da Feira, próximo da Batalha, em 28 de Agosto de 1837, quando à frente da cavalaria cartista, sob as ordens de Saldanha, carregava o batalhão de caçadores que fazia parte das forças setembristas do Barão do Bonfim.